# GAZ-63
GAZ-63 は、ソビエト連邦で開発された4×4タイプの全地形対応中型トラックである。
全ての生産タイプを含め、474,464輌が生産された｡

## 歴史

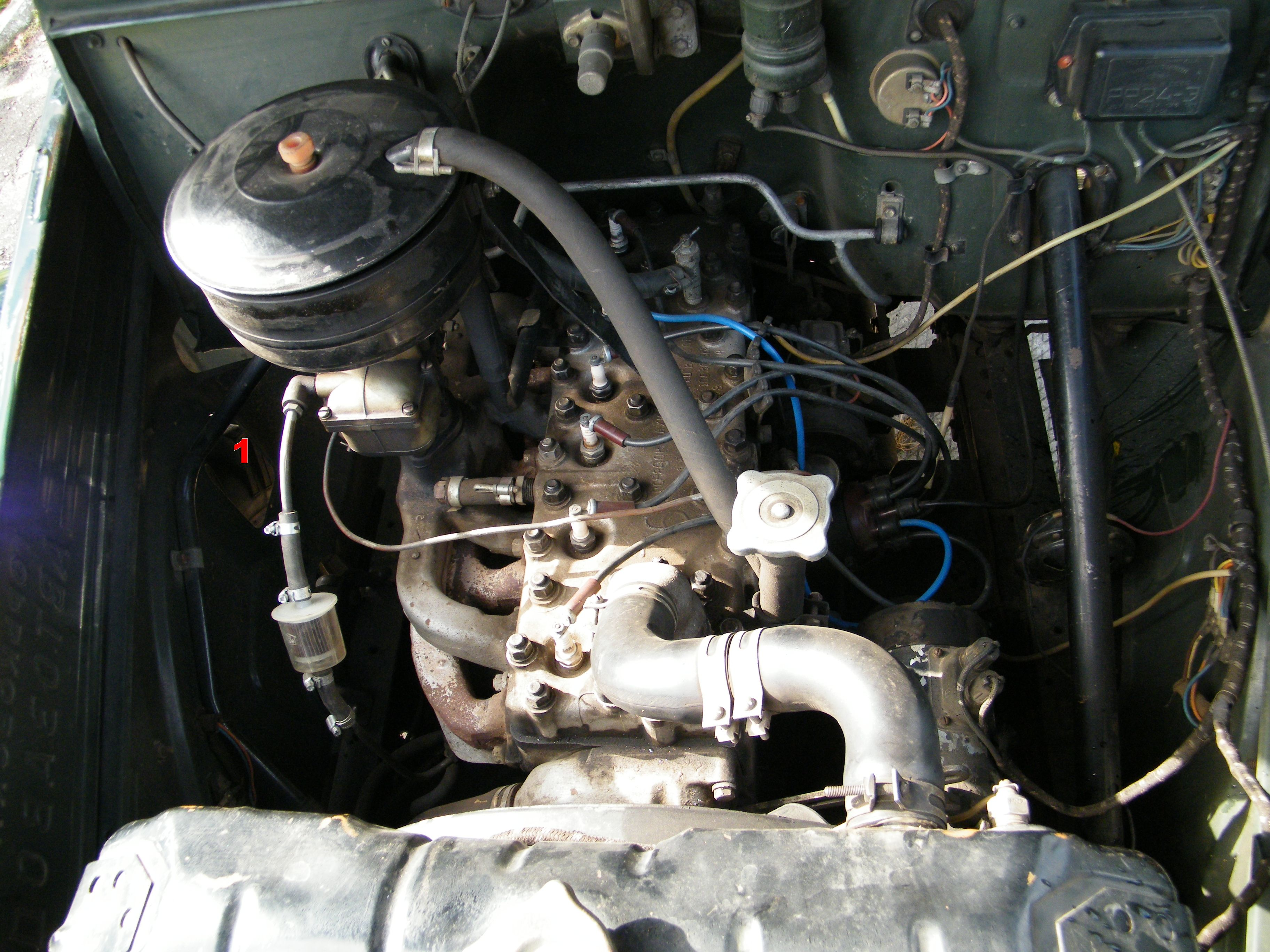
GAZ-63のエンジン

車両の開発は1938年に始まった。GAZ-63の最初期の試作型は、1939年から1940年にかけて試作され、1948年から本格的な量産が開始された。
後継車輌であるGAZ-66までの繋ぎとして1968年まで生産は続き、合計474,464両が生産された。

## バリエーション

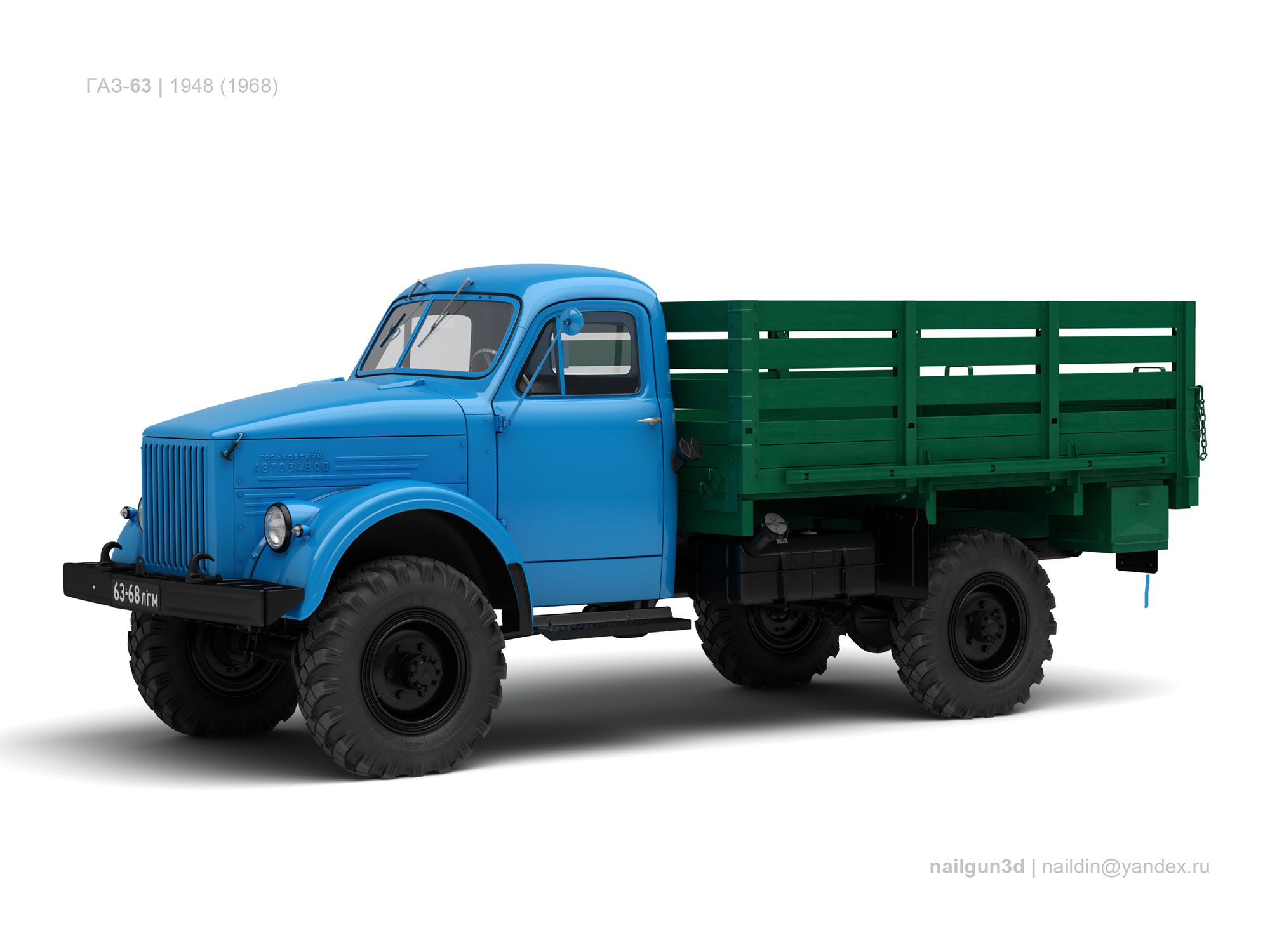
GAZ-63 後期生産型

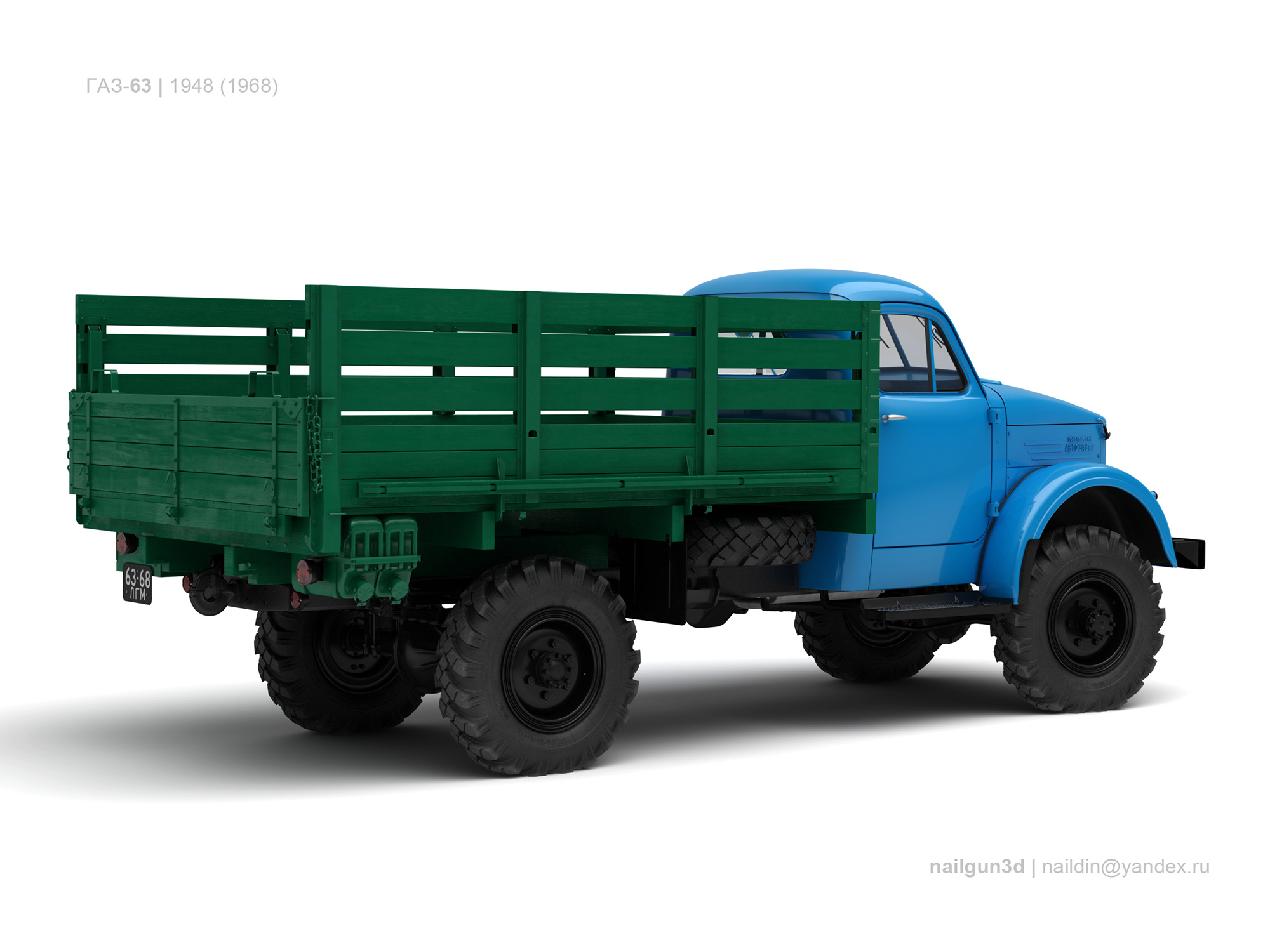
GAZ-63 後期生産型

GAZ-63A
パワートレインの改良型
GAZ-63D
ダンプトラック型
GAZ-63E
バス型
GAZ-63U
輸出型
GAZ-63AU
GAZ-63Aの輸出型
BTR-40
装甲兵員輸送車型
PMG-19
消防車型
AS-3
救急車型
ATZ-63
軽燃料輸送型
TZ-63
燃料輸送型
BM-14-17
自走ロケット弾発射機
RS-363
除雪車型